# Jacques Le Brigant
Jacques Le Brigant (Pontrieux, Costes del Nord, 1720 - París, 1804) fou un erudit bretó i advocat del Parlament de Bretanya i celtitzant. Fou un dels primers celtòmans, moviment de finals del segle xviii i començaments del XIX, dedicats als estudis científics de temàtica cèltica. Amb Jacques Cambry va fundar l'Académie Celtique, i imaginà que el bretó era la llengua mare de tots els idiomes.

## Obres
- Éléments succincts de la langue des Celtes-Gomérites ou bretons. Introduction à cette langue et, par elle, à celle de tous les peuples connus 1779.
- Observations fondamentales sur les langues anciennes et modernes; ou de l'Ouvrage intitulé: la langue primitive conservée. Prospectus; Advertissement sur les notes; 1. Langues orientales; 2. Observations sur les traductions;3. Différences entre les synonymes apparens; 4. Chinois; 5. Sanscrit; 6. Galibi; 7. Langue de l'île de Tahiti; 8. Dictionnares celtiques. 1787.